# كابيلدو بيونس آيرس

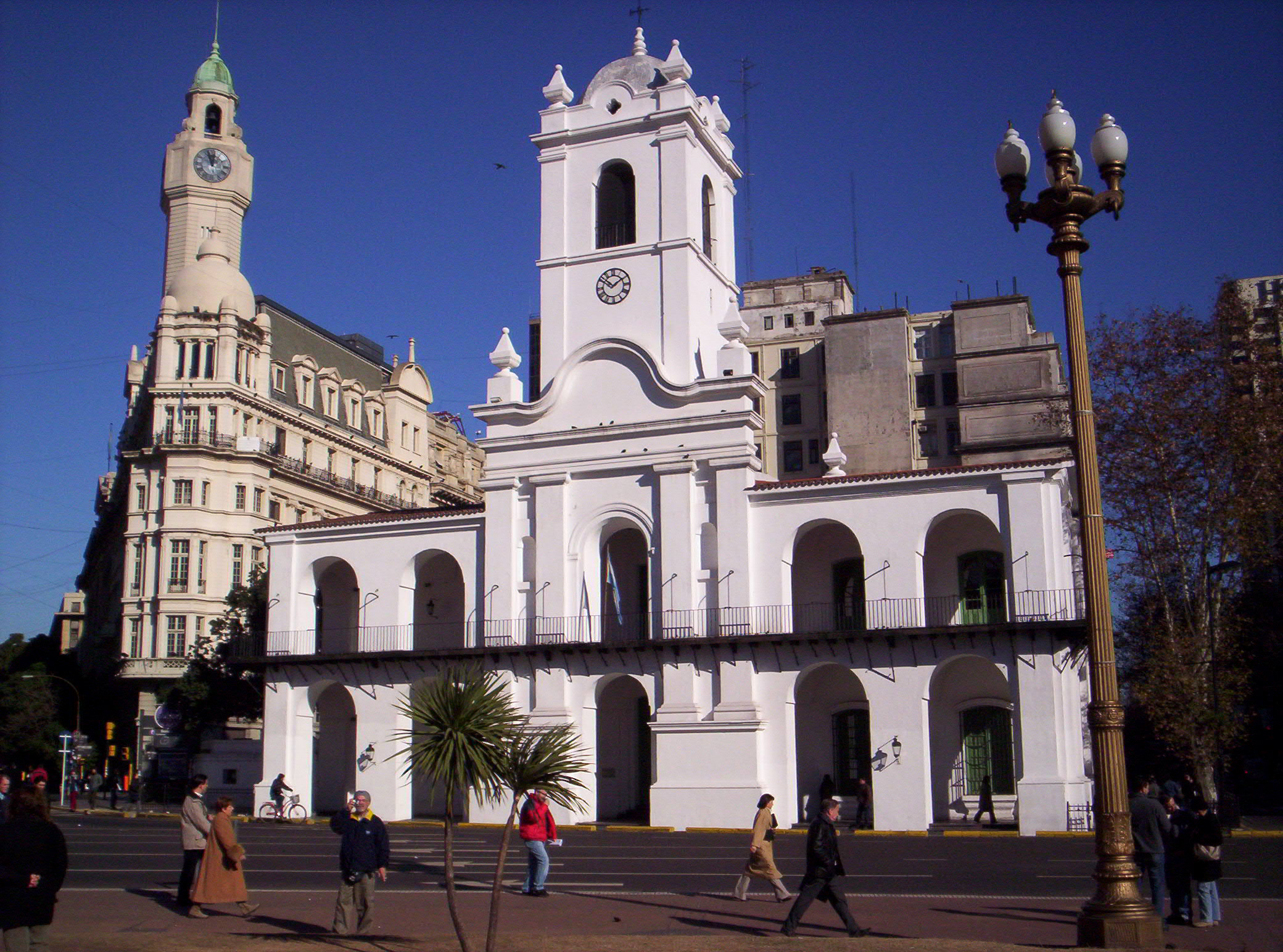
كبيلدو بيونس ايرس

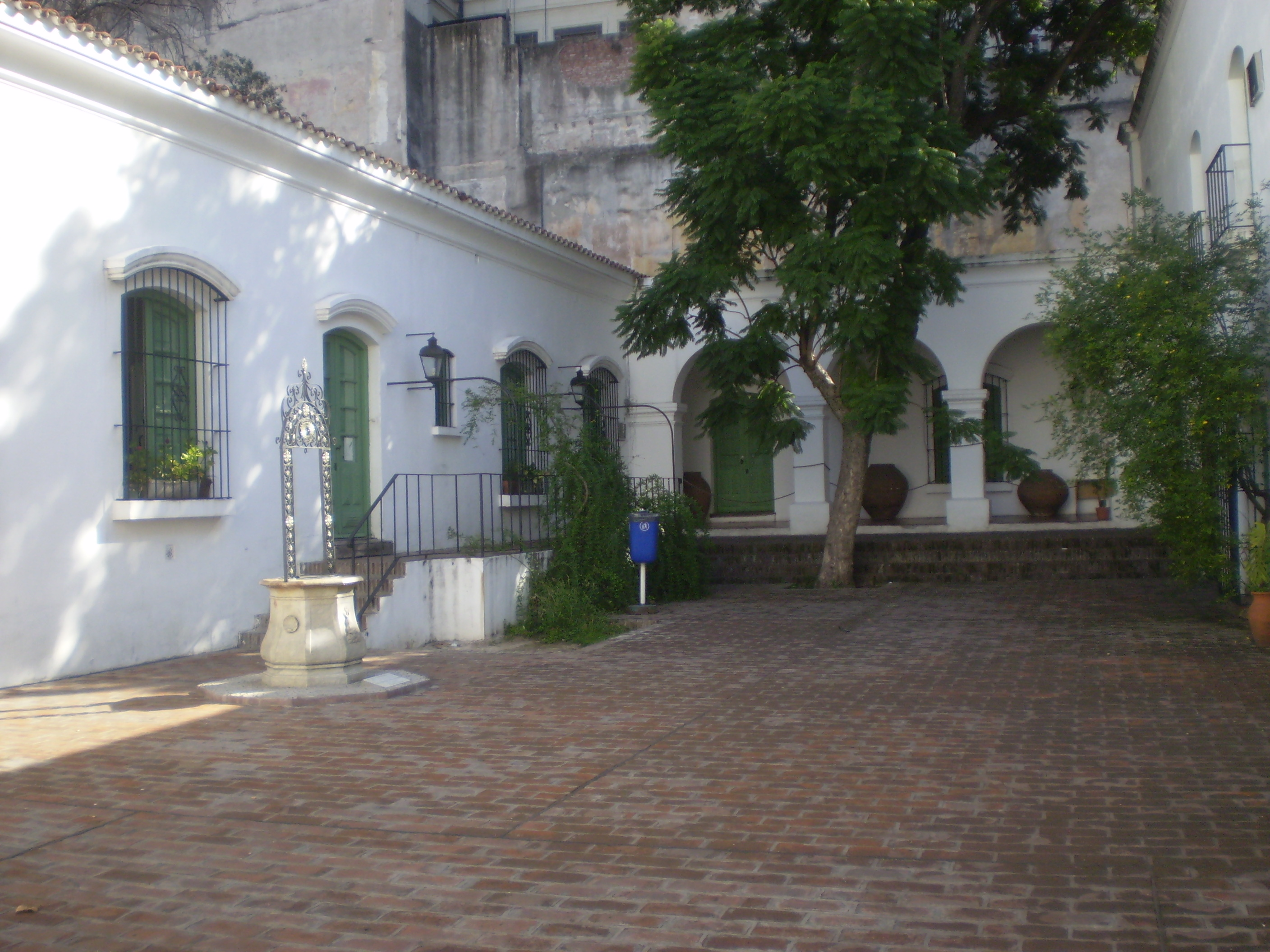

مبنى الكابيلدو في بيونس ايرس هو مبنى حكومي ، الذي كان مقر للحكومة في ملكية ريو دي لا بلاتا البديلة . ويتواجد في العاصمة الارجنتينية بيونس ايرس . ويعتبر المبنى هذة الايام كمتحف .

## التاريخ
في تاريخ 3.3.1608 وعد المحافظ مانويل دا فرياس ببنا الكابيدو (دار الحكم ) في ساحة مايو ( Plaza de Mayo ) ، لان الحكومة كان ينقصها مبنى لادارة البلاد . مؤل البناء من ضرائب الميناء . في عام 1610 اكتمل بناءه ، لكن ظل صغيرا ويجب توسعته

## المتحف الوطني كابيدو
يلقب المتحف الوطني ب (Museo Nacional del Cabildo y la Revolución de Mayo ) ويعني " المتحف الوطني للكابيدو و ثورة مايو"

## معرض صور

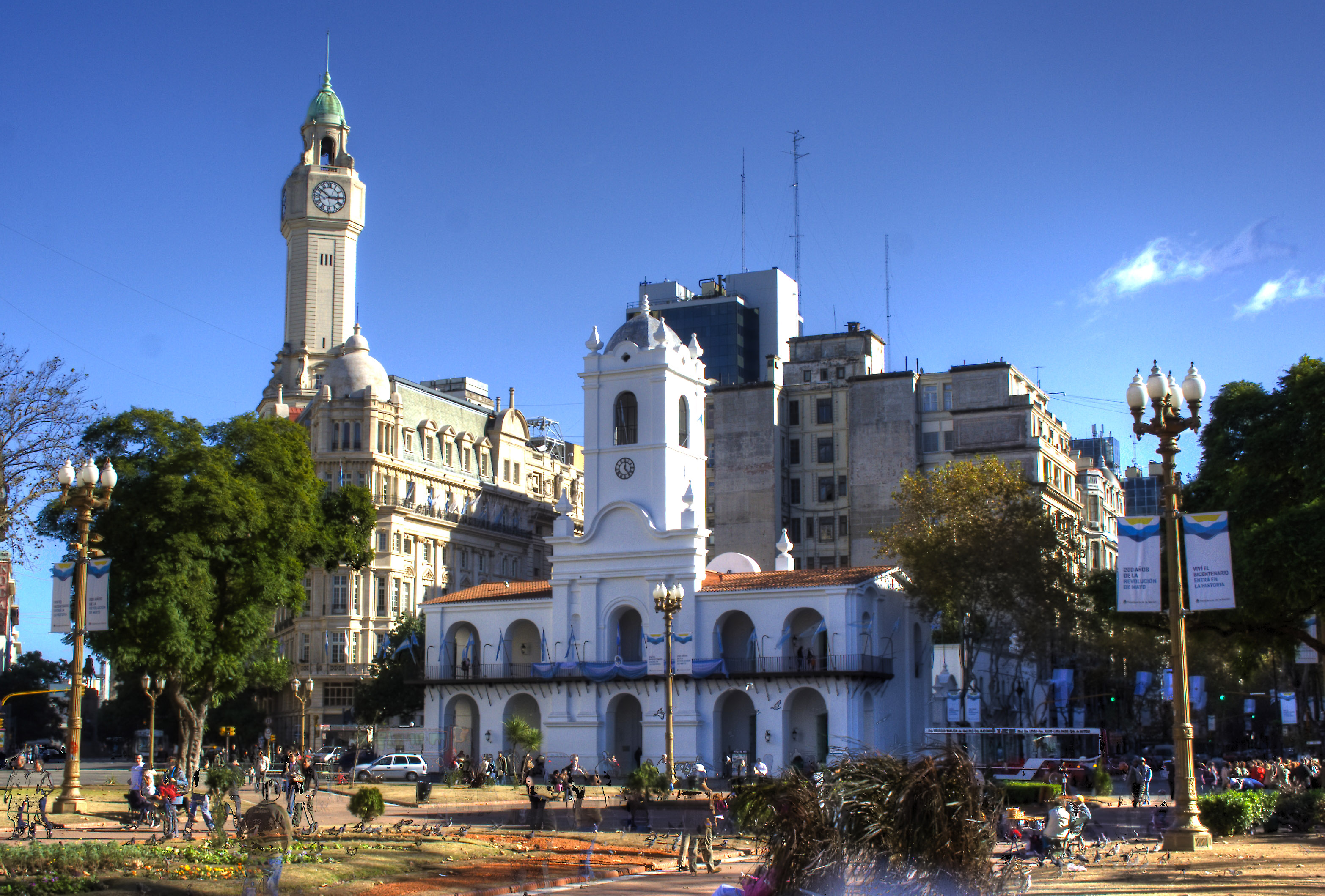
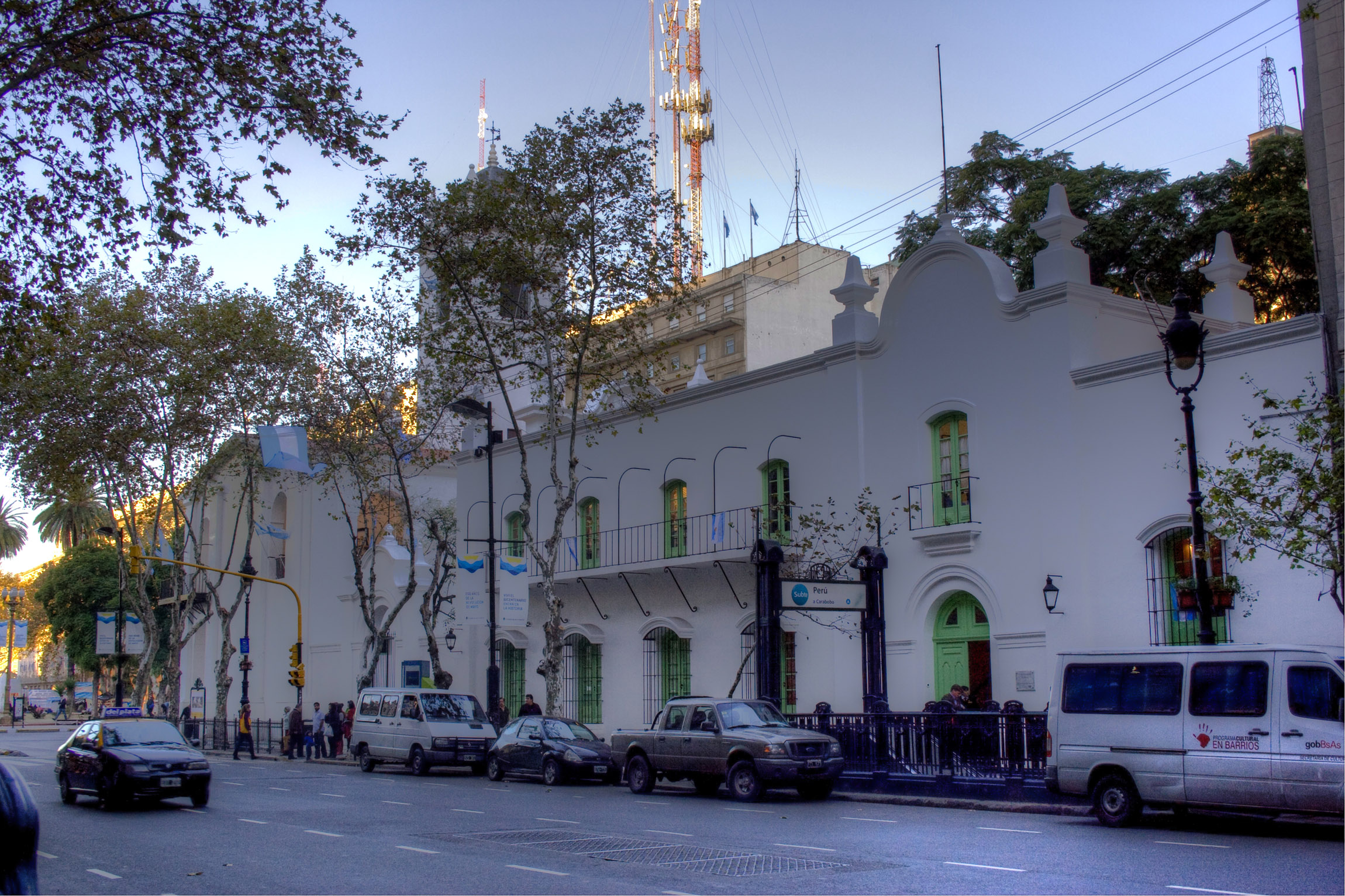
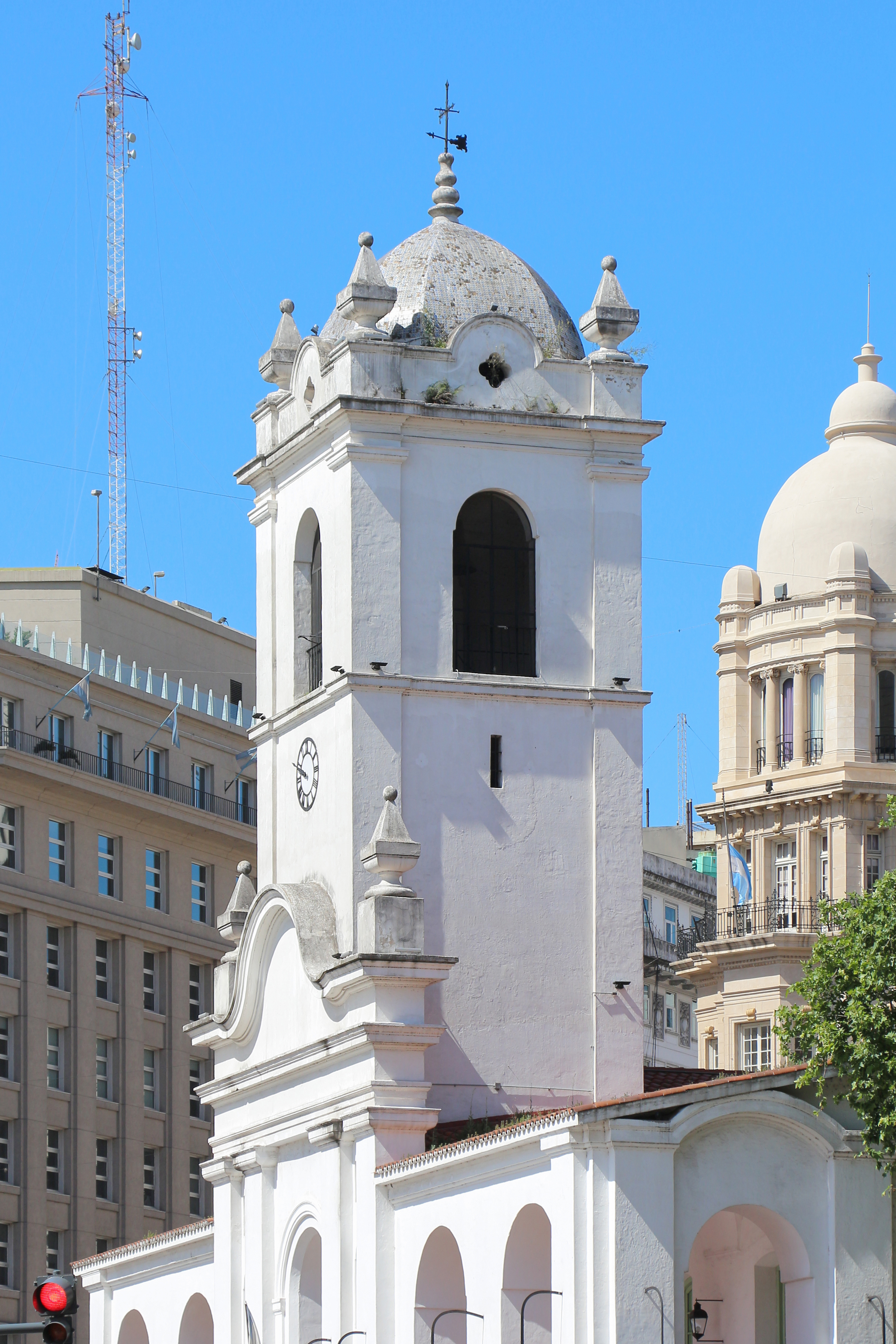
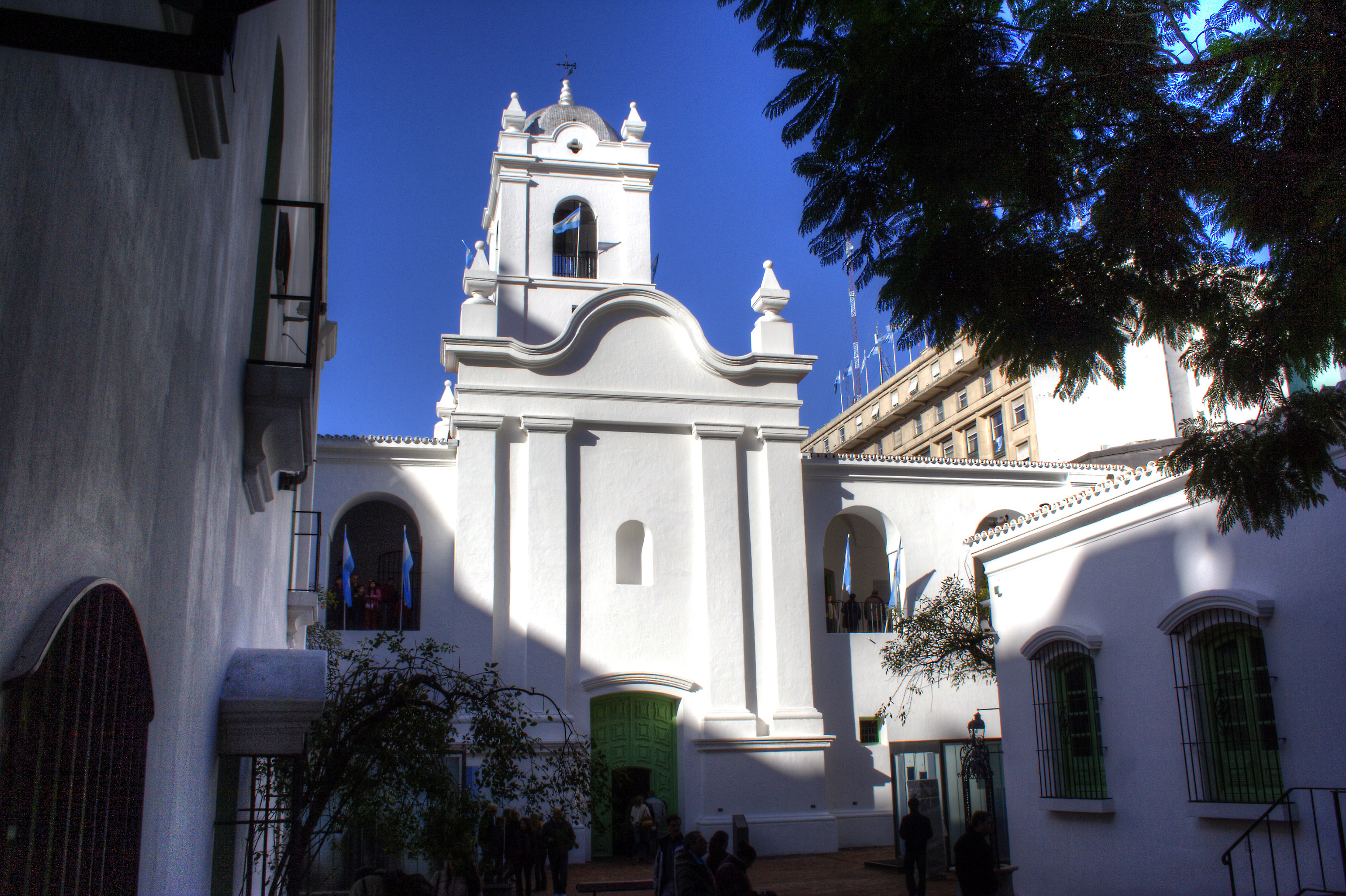
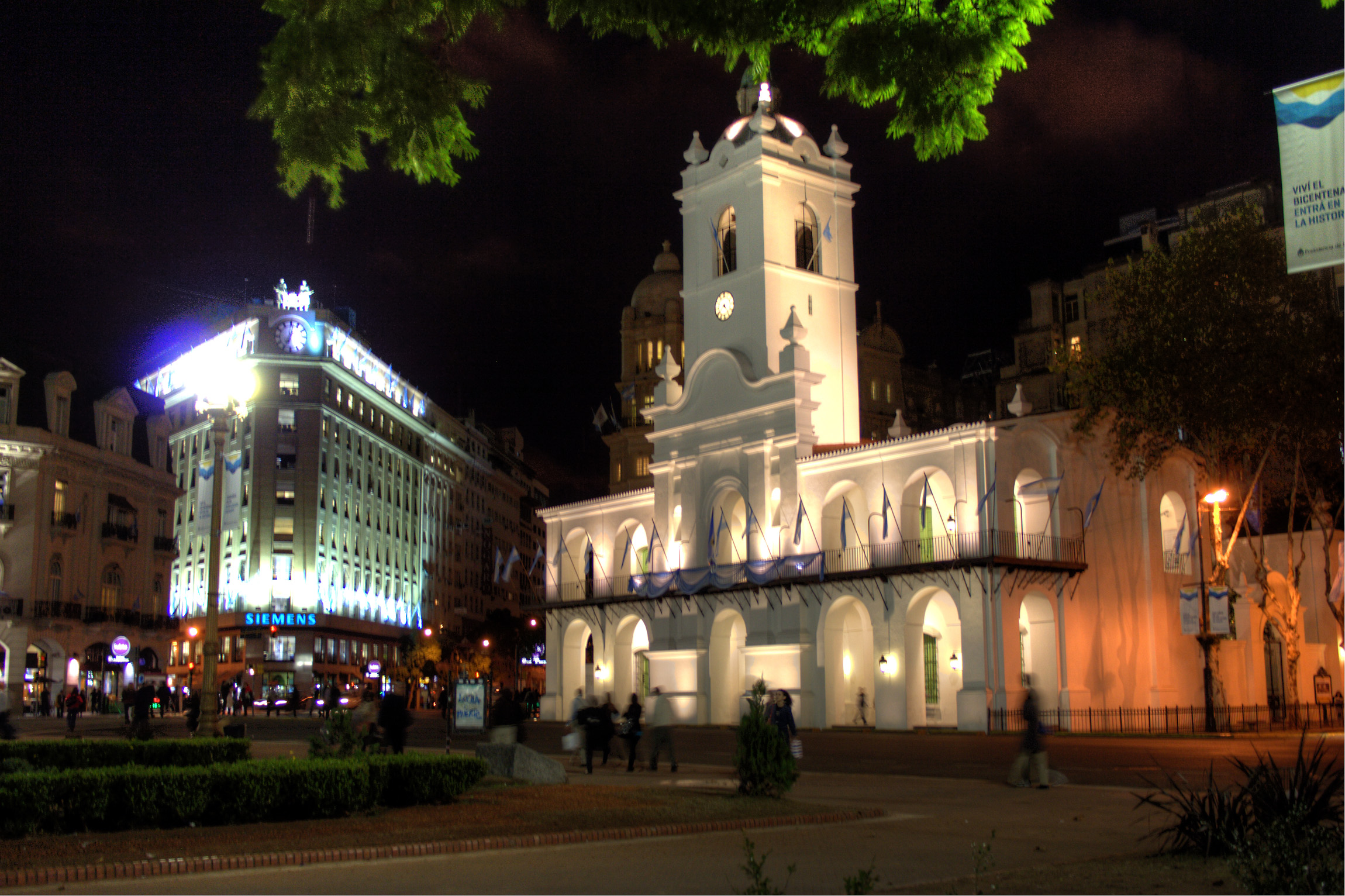